# محمد جاد المولى
محمد أحمد جاد المولى بك هو مؤرخ ومحقق مصري، صاحب كتاب قصص العرب.

## سيرته
محمد أحمد جاد المولى «بك» (عميد تفتيش اللغة العربية والدين _ وزارة المعارف المصرية)، ولد عام 1300هـ الموافق إبريل 1883م في بردونة الأشراف مركز بني مزار بمحافظة المنيا في مصر فتعلم في الكتاب وحفظ القرآن الكريم دون العاشرة، تحول إلى القاهرة ليدرس في الجامع الأزهر الشريف فتفوق واختير للدراسة بكلية دار العلوم (جامعة القاهرة) حيث أتم دبلوم الدار بامتياز وابتدأ حياته مدرساً، أوفدته وزارة المعارف عام 1907م للدراسة في إنجلترا حيث نال شهادة الدبلوم في التربية بامتياز من جامعة ريدنغ، عُين بوظيفة أستاذ مساعد للعربية في جامعة أكسفورد لمدة ثلاث سنوات، درس أثناء عمله بإنجلترا ونال شهادة في الجغرافيا من جامعة أكسفورد سنة 1913م، عاد إلى مصر عام 1913م فعين بقلم الترجمة بوزارة الأشغال لثلاث سنوات ودرس الأخلاق بقسم التخصص في كلية أصول الدين بجامعة الأزهر، في عام 1916م اختير للعمل بالديوان العالي السلطاني ومُنح لقب «بك»، في عام 1922م عين مفتشا للغة العربية بوزارة المعارف بعد أن مُنح نيشان النيل، في عام 1934م عين مراقبا عاماً لمجمع فؤاد الأول للغة العربية لسنتين ثم رجع إلى وزارة المعارف كمفتش أول، في عام 1938م عُين عضوا بالمجمع الأعلى لدار الكتب المصرية، بقي يعمل في وزارة المعارف كمفتش أول حتى وفاته في عام 1363 هـ الموافق 8 فبراير 1944م.

## مؤلفاته
- دستور الأفراد والأمم في سنن سيد العرب والعجم
- محمد صلى الله عليه وسلم المثل الكامل
- عظمة محمد (ترجم إلى الفارسية)
- الخلق الكامل
- انشقاق القمر: معجزة لسيد البشر
- أبو بكر الصديق
- عمر بن الخطاب
- عثمان بن عفان
- علي بن أبي طالب
- أيام العرب في الجاهلية
- الأخلاق والفضائل الإسلامية
- مهذب حماة الإسلام
- القرآن الكريم وأثره في اللغة والدين والاجتماع (مؤتمر المستشرقين عام 1928م)
- القرآن الكريم والدين والتهذيب
- القرآن الكريم والحديث
- أدب الإسلام
- المرأة في الإسلام
- دعوة إلى الإيمان
- قصص القرآن (بالاشتراك مع محمد أبو الفضل إبراهيم)
- قصص العرب (بالاشتراك)
- أيام العرب (بالاشتراك)
- مهذب رحلة ابن بطوطة (بالاشتراك)
- تهذيب المزهر للسيوطي (بالاشتراك)
- المنطق المشجر (بالاشتراك)
- البداية في التهجي والمطالعة
- المطالعة التوجيهية
- قواعد اللغة العربية
- التوجيه في الأدب العربي
- الكنز في الأخلاق
- الذخيرة في شرح النصوص الأدبية والمحفوظات
- المنجد في الأدب العربي وتاريخه
- ملخص الذخيرة والمنجد.[3][2]